# Pedro Diego
Pedro Javier Diego es un expiloto de rallyes nacido en la localidad de Beranga, Cantabria (España). Ha sido a lo largo de su carrera automovilística campeón en 4 ocasiones del Campeonato de España de Rallyes de Tierra con Lancia, Subaru, Ford y Toyota a finales de los años 90. También consiguió alzarse con el subcampeonato en el año 2000 con Seat y además ha sido el ganador en varias pruebas a lo largo de la geografía española como el Rallye Príncipe de Asturias.

## Palmarés
- 4 Campeón del Campeonato de España de Rallyes de Tierra (1996, 1997, 1998 y 1999)
- 1º Rallye Príncipe de Asturias 1992.

- Datos: Q6068603